# Sapeur

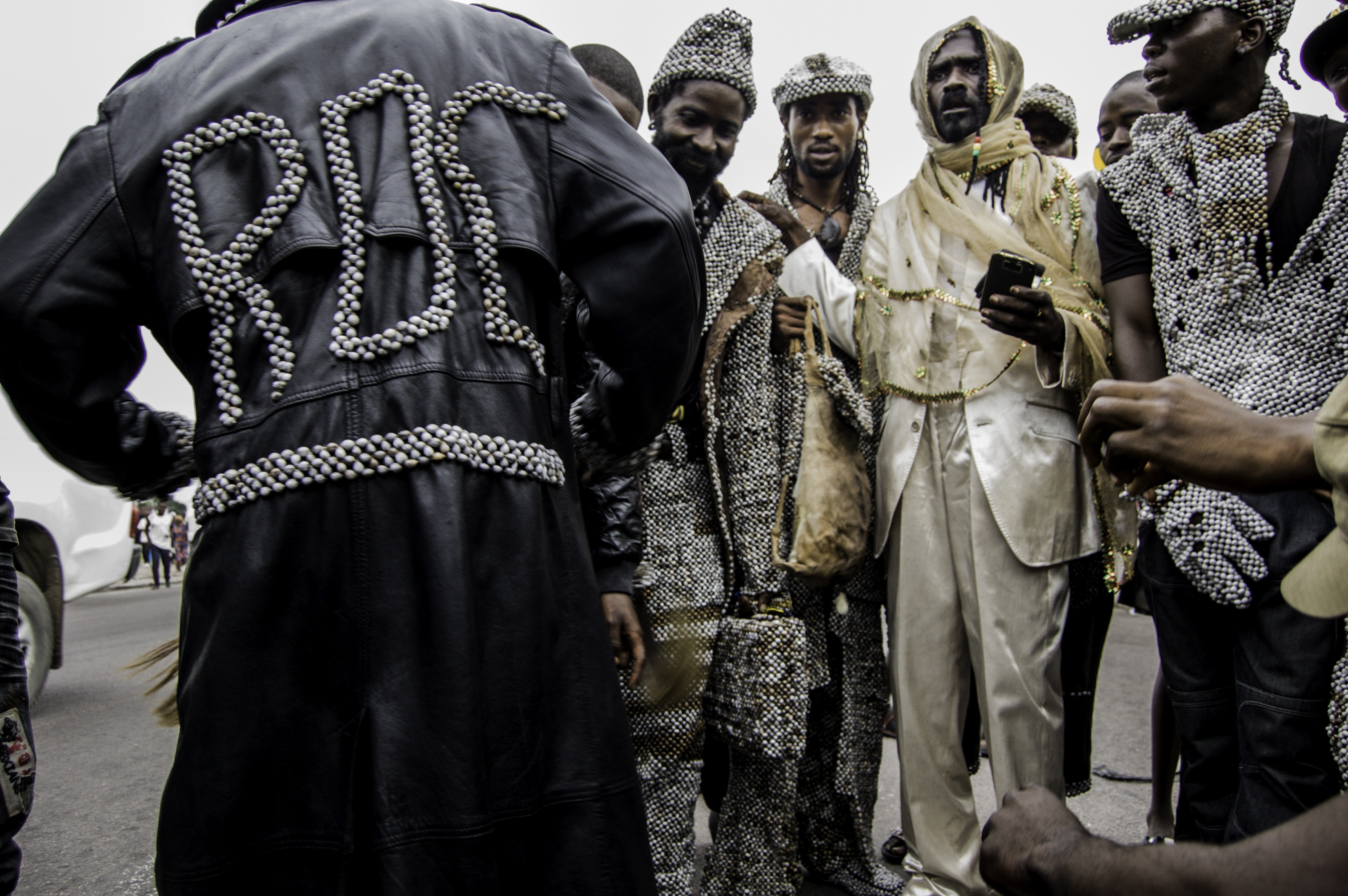
Sapeurs in Kinshasa (2014)

Sapeur nennen sich die Mitglieder der afrikanischen Vereinigung SAPE („Société des ambianceurs et des personnes élégantes“, etwa „Gesellschaft von Entertainern und stilvollen Menschen“).
Ein Sapeur, nach dem informellen französischen Begriff sape für „Klamotten“, ist ein gleichermaßen auffällig wie elegant gekleideter Mann in Afrika, dessen Auftreten in deutlichem Gegensatz zu seinen Lebensumständen steht. Die Sapeurs entstanden als soziale Bewegung in den 1960er Jahren in Brazzaville, der Hauptstadt der heutigen Republik Kongo, und bekamen weiteren Auftrieb am gegenüberliegenden Ufer des Kongo in Kinshasa, der Hauptstadt der heutigen Demokratischen Republik Kongo. Protestierende, die gegen die Politik des damaligen zairischen Präsidenten Joseph Mobutu waren, wollten durch formale Kleidung ausdrücken, dass sie keine Rebellen und Unruhestifter waren. Als stilprägend galt damals Papa Wemba.
Als La sape ist die Bewegung der Sapeurs bis heute einer der wenigen Trends, der aus dem Kongo-Gebiet in andere Teile der Welt ausstrahlt. Der Begriff wurde später durch das Backronym Société des Ambianceurs et des Personnes Élégantes (entspricht etwa „Gesellschaft der Unterhalter und eleganten Personen“) erklärt. 
Seit einigen Jahren haben auch Frauen in Brazzaville die Bewegung der Sapeurs aufgegriffen, sie nennen sich die Sapeuses und sie tragen analog zu den Sapeurs Männerkleidung.

## Merkmale
Wichtigstes Merkmal eines Sapeurs ist sein nach modischer Eleganz und Individualität ausgerichteter Lebensstil, der sich vor allem optisch an Eigenschaften eines klassischen Dandys und Gentlemans orientiert. Das Tragen schicker sowie aufwendig kombinierter Kleidung sagt jedoch nichts über seinen gesellschaftlichen oder monetären Stand aus, sondern verdeutlicht vielmehr den Kontrast zwischen der inneren Freiheit eines Sapeurs und den ihn umgebenden äußeren Umständen. Das aparte Auftreten fungiert dabei primär als Widerstand gegen die Tristesse und Armut der Heimatregion eines Sapeurs.

## Ursprünge
Der Begriff „Sapeur“ taucht bereits 1856 in Alexander von Humboldt’s Reisen in Amerika und Asien auf.
Ihren heutigen Ursprung hat diese Subkultur in den frühen 1920er Jahren. Sie ist eng an die französische Kolonisation des Kongobeckens  gekoppelt. Als Begründer der Bewegung gilt Grenard André Matsoua, der nach einem längeren Aufenthalt in Europa in einem eleganten westlichen Anzug zurückkehrte und einen neuen Kleidungsstil samt entsprechenden Tugenden propagierte, der im Gegensatz zur traditionellen Garderobe seiner Landsleute stand. Ab Mitte der 1960er Jahre entwickelte sich die modische Eigenart der Bewegung zu einer Art politischem Widerstand gegen die nach Ende der Kolonialzeit eintretenden politischen Dogmen.

## Medien
Bekanntheit erreichte die Bewegung mittlerweile auch im Ausland, wo sie stellenweise, wie in Südafrika oder Marokko, kopiert wird oder von der Werbeindustrie für entsprechende Zwecke entdeckt wurde.
Die beiden Fotografen Francesco Guisti und Mathilde Lloret widmeten 2011 unter dem Titel Dress(ing) up eine ganze Ausstellung den Mitgliedern der Bewegung.
Im August 2020 erschien unter dem Titel Sapeurs. Ladies & Gentlemen of the Congo der englischsprachige Bildband des Londoner Fotografen Tariq Zaidi, der mit seinen Bildern die Modebewegung in den Armenvierteln von Kinshasa und Brazzaville festhält.